# María Eugenia Larraín
María Eugenia Larraín Calderón (née le 16 octobre 1973 à Santiago), connue comme Kenita (ou Quenita) Larraín, est une mannequin et ingénieur commercial chilienne.

## Télévision
- Tarde millonaria (Canal 13)
- Sal y Pimienta (Megavisión)
- Futgol (Canal 13)
- Sin Barrera (Chilevisión)
- Sábado Gigante (Canal 13)
- Para eso estamos (Canal 13)
- Zoom Deportivo (TVN)
- Morandé con Compañía (Mega)
- Noche de Juegos (TVN)
- La movida del festival (Canal 13)
- Vértigo (Canal 13)
- Viva la mañana (Canal 13)
- Estrella Barbie (Canal 13) - Animatrice
- SQP (Chilevisión)
- Pollo en Conserva (Red Televisión)
- Noches de verano (UCV TV)
- Un amor indomable (ATV, Pérou)
- El baile en TVN (TVN)
- Astros de la risa (Panamericana Televisión, Pérou)
- Bailando por un sueño 2008 (Canal 13, Argentine)
- Pelotón 3 (TVN)
- Fiebre de baile 3 (Chilevisión)
- La barra del Mundial (TVN)
- Pelotón 5 (TVN)
- En Portada (UCV TV)

### Sources
- (es) Cet article est partiellement ou en totalité issu de l’article de Wikipédia en espagnol intitulé « María Eugenia Larraín » (voir la liste des auteurs).